# Alexi Modebadze
Alexi Modebadze –en georgiano: ალექსი მოდებაძე– (Tiflis, 21 de febrero de 1978) es un deportista georgiano que compitió en lucha libre. Ganó tres medallas en el Campeonato Europeo de Lucha entre los años 2001 y 2007.

## Palmarés internacional
| Campeonato Europeo | Campeonato Europeo | Campeonato Europeo | Campeonato Europeo |
| Año                | Lugar              | Medalla            | Categoría          |
| ------------------ | ------------------ | ------------------ | ------------------ |
| 2001               | Budapest (Hungría) | Medalla de plata   | 130 kg             |
| 2003               | Riga (Letonia)     | Medalla de bronce  | 120 kg             |
| 2007               | Sofía (Bulgaria)   | Medalla de bronce  | 120 kg             |